# Deux Nigauds dans une île
Pour plus de détails, voir Fiche technique et Distribution.
Deux Nigauds dans une île (titre original : Pardon my Sarong) est une comédie américaine, en noir et blanc, réalisée par Erle C. Kenton et sortie en 1942. Ce film met en scène le duo comique Abbott et Costello et fait partie de la série Deux Nigauds.
Le film suit deux conducteurs de bus, Algernon Shaw et Wellington Pflug, qui sont accusés, à la suite d'un malentendu, d'avoir volé leur propre bus. Pour échapper à cette situation délicate, ils fuient sur une île tropicale, où, malheureusement, d'autres mauvaises surprises les attendent.

## Synopsis
Tommy Layton, un célibataire aisé, loue un bus urbain pour le conduire de Chicago à Los Angeles. Une fois sur place, il a l'intention de participer à une course de yacht à Hawaï. Les chauffeurs de bus, Algy et Wellington, sont poursuivis par un détective engagé par la compagnie de bus. Ils échappent à la capture en conduisant le bus hors d'un quai de pêche. Layton, qui est maintenant sur son yacht, les sauve et les engage comme équipage pour la course. Un de ses concurrents dans la course, Joan Marshall a licencié son équipage d'origine à son insu. Il se venge en la kidnappant et en l'emmenant dans la course.
Alors qu'ils se dirigent vers Hawaï, ils rencontrent un ouragan et dérivent sur une île inconnue, qui abrite également le Dr Varnoff, un mystérieux scientifique. Les autochtone de l'île confondent Wellington comme un héros légendaire et l'informent qu'il doit épouser la princesse Luana. Pendant ce temps, le plan de Varnoff est de provoquer l'éruption d'un volcan afin de tromper la tribu en lui donnant leur joyau sacré pour apaiser la colère du volcan. Les indigènes envoient Wellington avec le joyau sur le volcan pour vaincre l'esprit maléfique du volcan. Varnoff le poursuit jusqu'au volcan, où ils sont vaincus par Wellington et Algy.

## Fiche technique
- Titre : Deux Nigauds dans une île
- Titre original : Pardon my Sarong
- Réalisation : Erle C. Kenton
- Scénario : True Boardman (en), Nat Perrin (en), John Grant
- Musique : Charles Previn, Frank Skinner (non crédité)
- Directeur de la photographie : Milton R. Krasner
- Montage : Arthur Hilton
- Direction artistique : Jack Otterson
- Décors : Russell A. Gausman
- Costumes : Vera West
- Production : Alex Gottlieb, Jules Levey (en), Mayfair Productions, Universal Pictures
- Pays de production :  États-Unis
- Genre : Comédie
- Durée : 84 minutes
- Dates de sortie :
  - États-Unis : 7 août 1942
  - France : 27 mai 1946
- Affiche : René Lefèbvre (France)

## Distribution
- Bud Abbott : Algernon "Algy" Shaw
- Lou Costello : Wellington "Moola" Pflug
- Virginia Bruce : Joan Marshall
- Robert Paige : Tommy Layton
- Lionel Atwill : Dr. Varnoff
- Leif Erickson : Whaba
- Nan Wynn (en) : Luana
- William Demarest : détective Kendall
- Samuel S. Hinds : chef Kolua
- Marie McDonald : Ferna
- The Ink Spots : eux-mêmes
- Eddie Acuff (en) : homme à la station service
- Lona Andre : femme à l'arrêt de bus
- Sig Arno : Marco le magicien (non crédité)
- Irving Bacon : gérant de la station service (non crédité)
- Charles Lane : gérant de la compagnie de bus (non crédité)
- María Montez (supprimée au montage)

## Nominations
- Saturn Award 2005 :
  - Saturn Award de la meilleure collection DVD (au sein du coffret The Best of Abbott and Costello, vol. 1-3)